# Dolichopeza americana
Dolichopeza americana är en tvåvingeart som beskrevs av James George Needham 1908. Dolichopeza americana ingår i släktet Dolichopeza och familjen storharkrankar. Inga underarter finns listade i Catalogue of Life.